# 烏斯彭卡 (科諾托普區)
烏斯彭卡（烏克蘭語：Успенка）是位於烏克蘭東北部的村莊，由蘇梅州科諾托普區的布倫市鎮負責管轄。該村處於沃斯克列先卡附近的庫里齊亞河畔，海拔高度155米，2001年人口1,885。